# Трифон Вятский
Три́фон Вя́тский (Чудотворец) — святой Русской православной церкви, особо почитаемый в Вятской и Пермской епархиях, архимандрит, основатель и настоятель Вятского Успенского Трифонова монастыря в Хлынове (ныне Киров). С 2007 года в день его памяти совершается празднование Собору Вятских святых — 8 (21) октября

## Биография

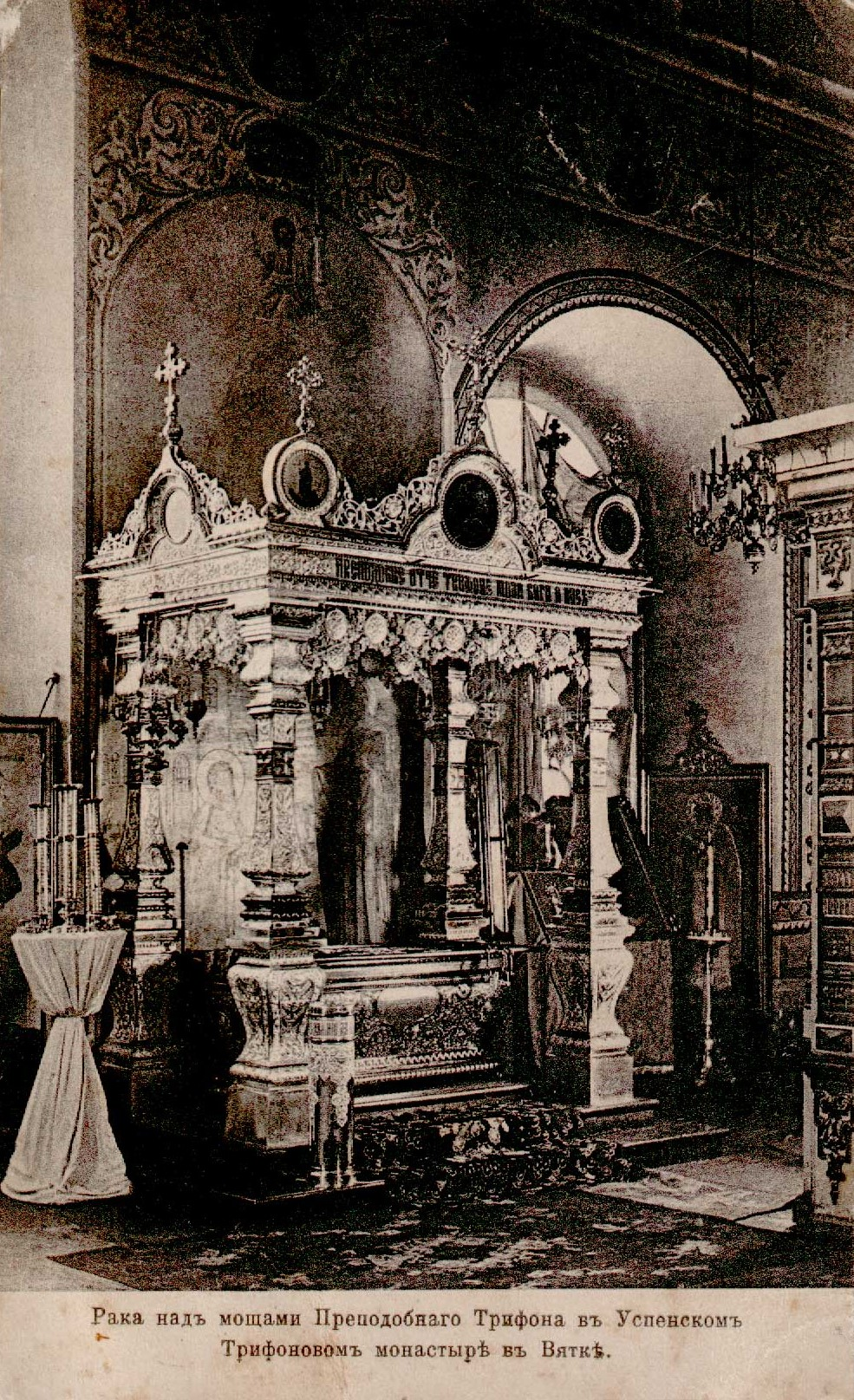
Успенский монастырь. Рака над мощами преподобного Трифона. 1900-е годы

Преподобный Трифон родился в селе Малая Немнюжка (Малая Немнюга, или Малонемнюжское (Воскресенское)) Пинежского уезда (ныне деревня Совполье Мезенского района Архангельской области) в семье зажиточного крестьянина Димитрия Подвизаева, был младшим сыном. При крещении получил имя Трофим. С детства воспитывался набожным человеком.
Подвизался в Пыскорском и Успенском монастырях.
Скончался 8 октября 1612 года. Погребён в Вятке в Успенском монастыре, ныне носящем его имя.

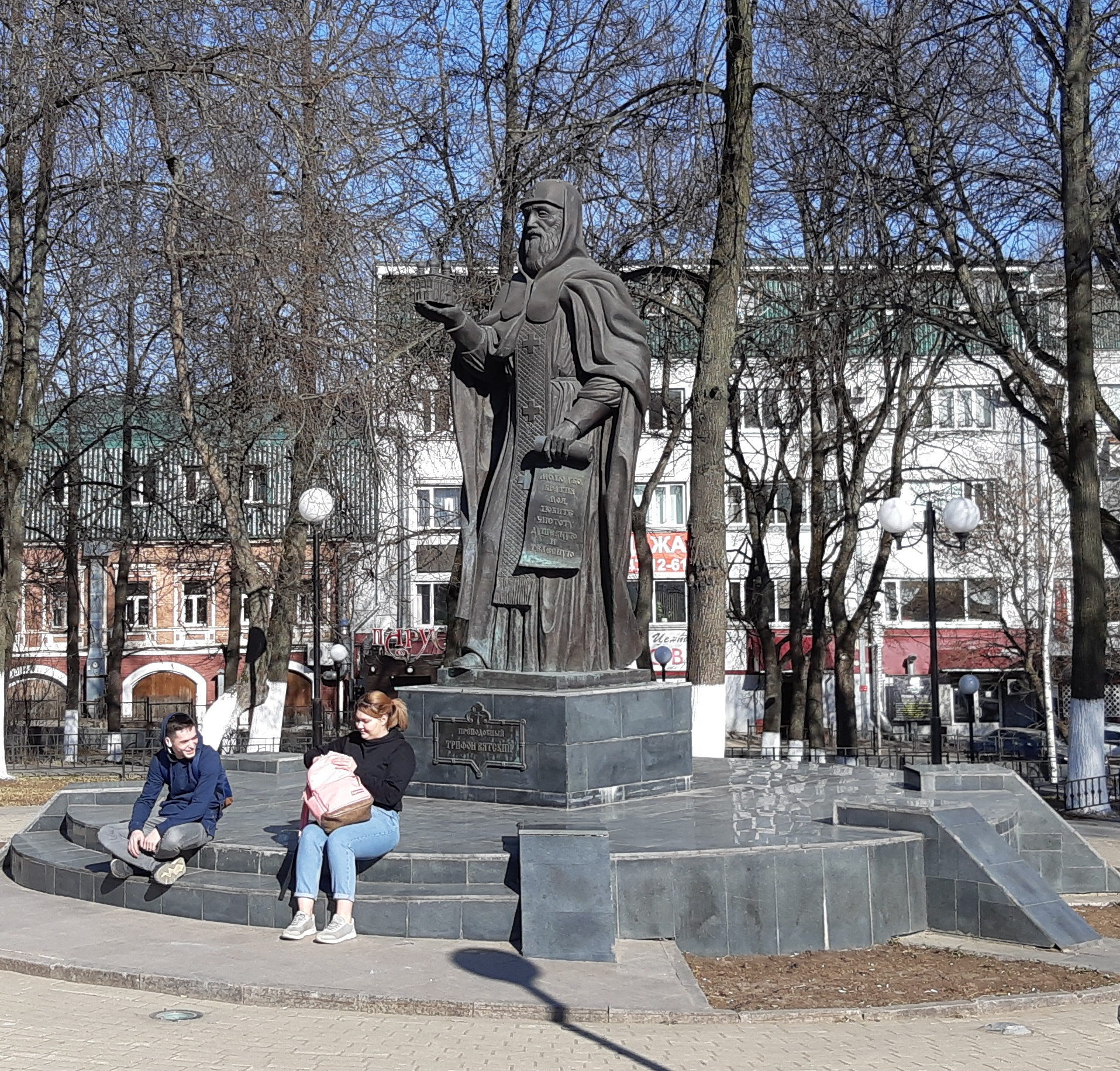
В мае 2015 года в Кирове был открыт памятник преподобному Трифону